# テニス・ボルシア・ベルリン
テニス・ボルシア・ベルリン（Tennis Borussia Berlin e. V.）は、ドイツのベルリンを本拠地とするサッカークラブである。

## 概要
1902年にテニスと卓球のクラブ、Berliner Tennis- und Ping-Pong-Gesellschaft Borussiaとして創設された。クラブ名の「テニス」とは創設当時にテニスクラブであった事に由来し、「ボルシア」とはラテン語でプロシアを意味する。翌1903年にサッカー部門が設立、1913年にBerliner Tennis Club Borussiaと改称した。2000年にクラブはテニスクラブとして誤認される事を避ける為に、現在のTennis Borussia Berlinと改称した。
1932年にベルリンリーグで初優勝を成し遂げると、第二次世界大戦後から1950年代にかけて、クラブはベルリンの中でもトップレベルの実力を保持していた。しかし1963年に創設されたブンデスリーガには、同じ都市を本拠地とするライバルのヘルタ・ベルリンが選出されたため、初年度から参加する事は出来なかった。1970年代にブンデスリーガ1部昇格を果たし、2シーズンの間（1974-75、1976-77）在籍したが、1960年代から1970年代の大半は2部リーグに在籍した。そして1980年代に入ると、その下のレギオナルリーガ（当時の3部リーグに相当）やオーバーリーガ（当時の4部リーグに相当）に在籍した。
ベルリンを本拠地とする他のクラブが解散か合併によって消滅する中、長い歴史を通じて財政的な問題に悩まされながらも、3部リーグや4部リーグを主な活躍の場とするクラブとして存続している。

## タイトル

### 国内タイトル
- レギオナルリーガ北部：2回
  - 1995-96,1997-98
- ベルリンリーグ：12回
  - 1932, 1941, 1947, 1950, 1951, 1952, 1958, 1965, 1974, 1982, 1985, 1991
- ベルリンカップ：17回
  - 1931, 1949, 1951, 1963, 1964, 1965, 1973, 1985, 1993, 1995, 1996, 1998, 2000, 2002, 2005, 2006,2008

### 国際タイトル
- なし

## 歴代監督
- オットー・ネルツ 1924-1927
- ゼップ・ヘルベルガー 1930
- ルディ・グーテンドルフ 1976-1977
- エックハルト・クラウツン 1985-1986

## 歴代所属選手
- オットー・ネルツ 1919-1924
- ゼップ・ヘルベルガー 1926-1930
- カール＝ハインツ・シュネリンガー 1974-1975
- ディトマー・ヤコブス 1974-1977
- ウーヴェ・レスラー 1999-2000
- ヤーセン・ペトロフ 2001
- ベサルト・ベリーシャ 2003-2004